# Rui Cardoso Martins
Rui Cardoso Martins (Portalegre, 1967) é um escritor, jornalista e argumentista português, que recebeu prémios da Associação Portuguesa de Escritores. Foi repórter e cronista no Público, e um dos fundadores das Produções Fictícias, sendo um dos autores do programa "Contra Informação", da RTP 1.
Escreveu também o guião de "Zona J" e (em parceria) o da longa-metragem "Duas Mulheres", além de "Em Câmara Lenta", o último filme de Fernando Lopes.
O seu primeiro livro, "E Se Eu Gostasse Muito de Morrer", de 2006, fez várias edições em Portugal, tendo sido publicado em Espanha, Hungria. A edição russa e colombiana estão em preparação. O seu segundo livro, "Deixem passar o homem invisível", foi premiado com o Grande Prémio de Romance e Novela, da Associação Portuguesa de Escritores/Direcção-Geral do Livro e das Bibliotecas.
Vive em Lisboa, onde se licenciou em Comunicação Social pela Universidade Nova de Lisboa.
Em 2017 venceu a "Bolsa Residência Literária", em Berlim.

## Obras Literárias
- E se eu gostasse muito de morrer (romance), 2006
- Deixem passar o homem invisível (romance), 2009
- Se fosse fácil era para os outros (romance), 2012
- O osso da borboleta (romance), 2014
- Levante-se o réu (crónicas), 2015
- Levante-se o réu outra vez (crónica), 2016